# 多纳斯 (意大利)
多纳斯（法語：Donnas，法語發音：[dɔnas]）是意大利瓦莱达奥斯塔大区的一个市镇。总面积34平方公里，人口2708人，人口密度79.6人/平方公里（2009年）。ISTAT代码为007023。